# 東単駅
東単駅（とうたん-えき）は、中華人民共和国北京市東城区に位置する、北京地下鉄の駅である。

## 利用可能な鉄道路線
1号線と5号線の2路線が乗り入れる。

## 歴史
- 1999年9月28日 - 1号線(当時復八線)開業。
- 2000年6月28日 - 西単駅 - 天安門西駅間が開通し、復八線は1号線の一部になる。
- 2007年10月7日 - 5号線が開業し当駅に接続。乗換駅となる。

## 駅構造

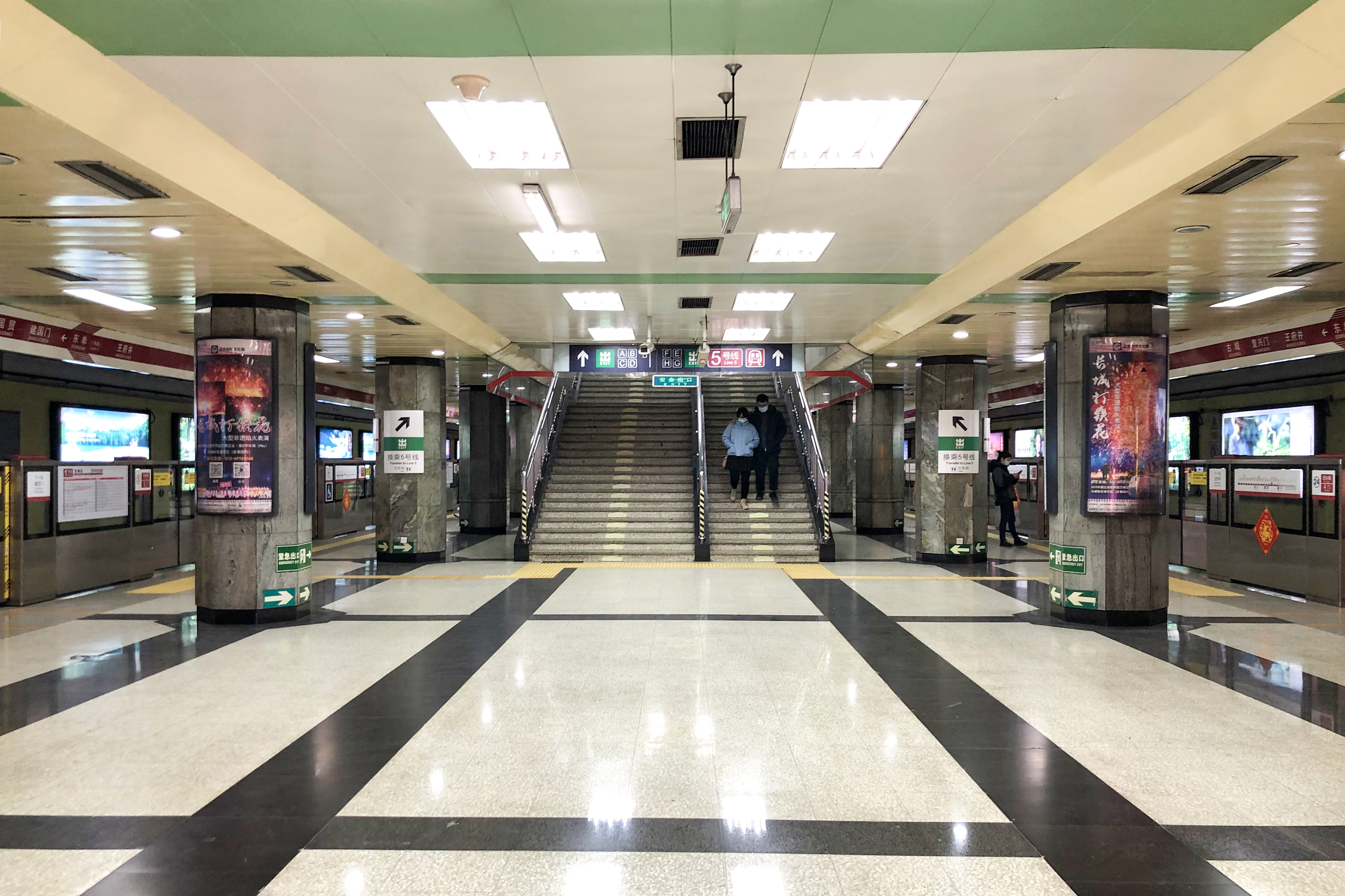
1号線ホーム

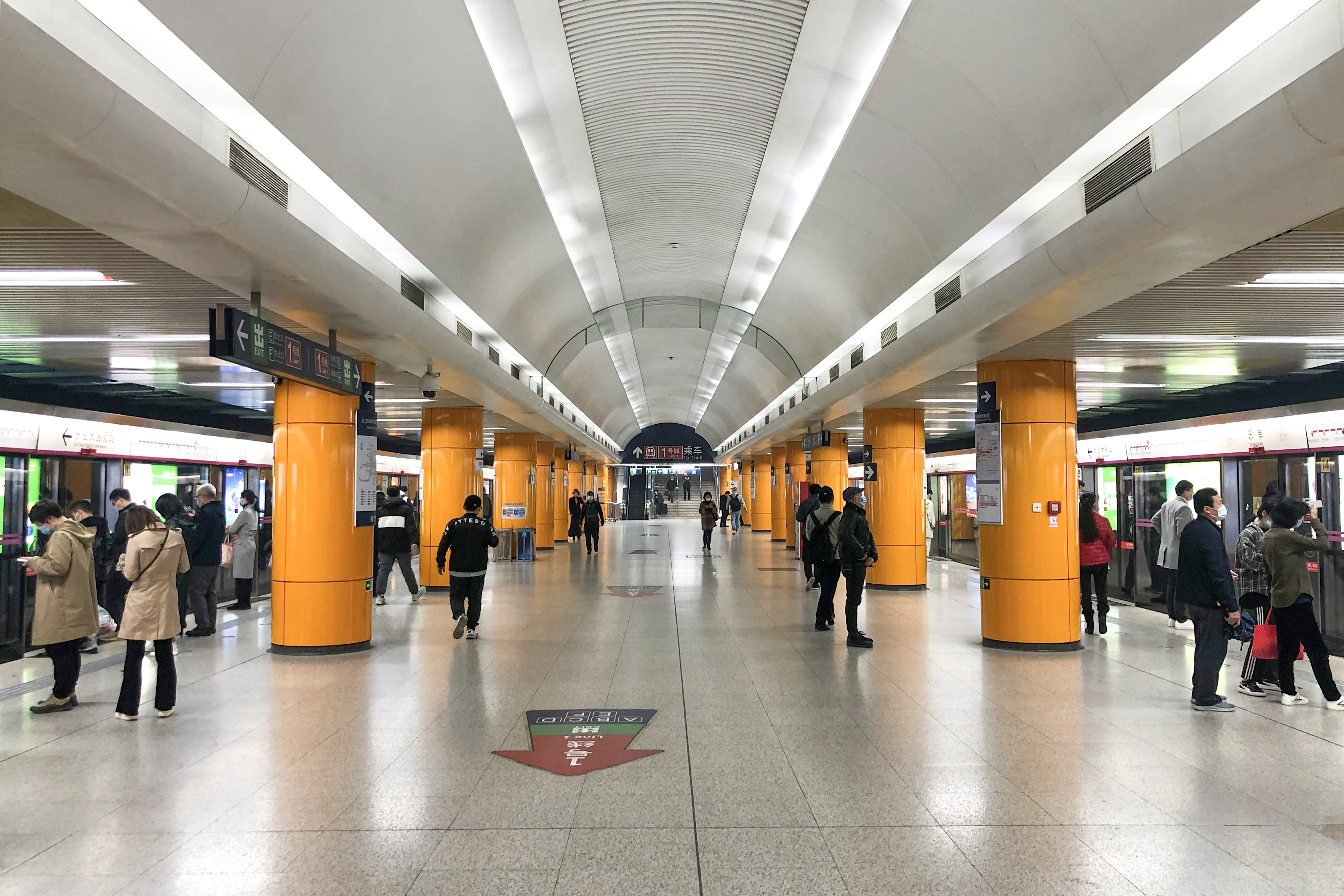
5号線ホーム

地下1階に改札口、地下2階に5号線ホーム、地下3階に1号線ホームがある地下駅。出口はA〜Hの8ヶ所ある。かつて5号線開通時に新たに追加されたE〜H出口は、元の1号線の出口の番号と連番して振り分けられておらずA〜D出口が2つずつ存在することになり、利用客を混乱させていた。2016年10月に解決。
1号線ホームは島式ホーム1面2線を有しており、可動式ホーム柵が設けられている。
5号線ホームは島式ホーム1面2線を有しており、フルスクリーンタイプのホームドアが設けられている。

### のりば
両路線ともに案内上ののりば番号は設定されていない。
| 1号線ホーム (B3F) | 1号線ホーム (B3F) | 1号線ホーム (B3F)            |
| ----------------- | ----------------- | ---------------------------- |
| 西方向            | 1号線             | 王府井・復興門・苹果園方面   |
| 東方向            | 1号線             | 建国門・国貿・四恵東方面     |
| 5号線ホーム (B2F) |                   |                              |
| 南方向            | 5号線             | 崇文門・蒲黄楡・宋家荘方面   |
| 北方向            | 5号線             | 雍和宮・立水橋・天通苑北方面 |

## 駅周辺
- 東単公園（中国語版）
- 東単体育中心
- 東方広場
- 北京日報（中国語版）社
- 北京晩報（中国語版）社
- 北京市郵政管理局
- 中華人民共和国対外貿易経済合作部
- 中華人民共和国交通部
- 華夏銀行
- 北京市第二十四中学
- 北京市第一二四中学
- 北京協和医院（中国語版）
- 中国農業銀行

## 隣の駅
北京地下鉄
 1号線
王府井駅 - 東単駅 - 建国門駅
 5号線
崇文門駅 - 東単駅 - 灯市口駅